# Tczów
Tczów is een dorp in het Poolse woiwodschap Mazovië, in het district Zwoleński. De plaats maakt deel uit van de gemeente Tczów.